# أنديرس يندستروم (قائد عسكري)
أنديرس يندستروم (بالسويدية: Anders Lindström) هو قائد عسكري سويدي، ولد في 4 يناير 1955 في بوروس في السويد.